# احمدبیگ آغااوغلی
احمدبیگ آغااوغلی (ترکی آذربایجانی: Əhməd bəy Ağaoğlu) سیاستمدار و روزنامه‌نگار سرشناس آذربایجانی- ترکیه‌ای بود.

## زندگی‌نامه
احمدبیگ آغااوغلی در سال ۱۸۶۹ در خانواده ای شیعه در شهر شوشی فرمانداری «یلیزاوتپل» در امپراتوری روسیه زاده شد. پس از پشت سر گذاشتن مدرسه، در سال ۱۸۸۸ برای ادامه تحصیل راهی پاریس شده و تا سال ۱۸۹۴ آنجا درس خواند. در پاریس در رشته حقوق تحصیل کرد. به خاطر علاقه بزرگش به مشرق زمین، در درس‌های زبان‌ها، تاریخ و فرهنگ کشورهای شرقی خضور یافته و تأثیرات شدیدی از معلمان خود، ارنست رنان و جیمز دارمستتر گرفت. بین سال‌های ۱۸۹۱ تا ۱۸۹۳، به انتشار سری از مقالات تحت عنوان «جامعه ایران» در نشریه «La Nouvelle Revue»، یکی از معروف‌ترین نشریات وقت فرانسه پرداخت.
پس از برگشت به باکو، به عنوان مدرس زبان فرانسوی فعالیت کرده و کتابهایی راجع به موضوعات متنوع به نگارش درآورد. او به زبان‌های ترکی آذربایجانی، ترکی عثمانی، روسی، فارسی و فرانسوی به خوبی مسلط بود.

## کارنامه سیاسی
در سال ۱۹۰۵، احمدبیگ آغااوغلی از نقش مهمی در پیشگیری از ر درگیری‌های قومی جدید میان ارمنیها و آذربایجانی‌ها ایفا کرد. او همچنین به عنوان نماینده مسلمانان قفقاز جنوبی به دوما راه یافت. بعداً، آقااوغلو به همراه نصیب بیگ یوسف بیگلی کمیته ملی «دفاعی» را در گنجه تأسیس کردند که، در سال ۱۹۱۷ با «حزب فدرالیستهای ترک»، و حزب مساوات در یک حزب ادغام شد. برای اجتناب از تعقیب قضایی و بازداشت احتمالی، در اواخر سال ۱۹۰۸، همگام بروز انقلاب ترکان جوان اقدام به فرار به استانبول نمود. او در سال ۱۹۱۰، شهروند عثمانی شد و به عنوان بازرس مدرسه و سپس به عنوان دانشیار دانشگاه استانبول مشغول به کار شد.
چند سال بعد، همراه با دیگر مهاجران اهل شوروی در ترکیه مانند یوسف آقچورا و علی بیگ حسین‌زاده، نویسندگان پان ترکیست، به شخصیت کلیدی در جنبش ترک گرایان که توسط مجله یوسف آقچورا با عنوان «تورک یوردو» (به فارسی: سرزمین ترک) مورد حمایت بود، تبدیل شده و به ریاست جریان «تورک اوجاقی» (به فارسی: کانون ترک) رسید. در پی افزایش نفوذ خود در «کمیته تحاد و ترقی» در سال ۱۹۱۵، به معاونت آن منصوب گردید تا ایده عثمانی برای متحد کردن مردمان ترک را تبلیغ کند.
برگشت او به آذربایجان با تأسیس جمهوری دمکراتیک آذربایجان در ۲۸ مه ۱۹۱۸ همزمان بود. بعد از آنکه شهروندی آذربایجان را دریافت نمود، به نمایندگی مجلس ملی انتخاب شد و همچنین در ترکیب هیئتی دیپلماتیک در سال ۱۹۱۹ برای حضور در کنفرانس صلح پاریس راه سپار کشور فرانسه گردید. با این حال، در راه خود به کنفرانس از سوی بریتانیا در مالت دستگیر و فقط در سال ۱۹۲۱ آزاد شد.
در نتیجه استقرار حکومت شوروی بر آذربایجان، آقااوغلی وادار شد به آنکارا نقل مکان کند. آنجا ریاست تحریرگاه یکی از روزنامهها را عهده‌دار، و سپس به عنوان سردبیر روزنامه «حاکمیت ملی» مشغول کار شد. بعداً به منزله مشاور نزدیک مصطفی کمال آتاترک منصوب گردید.
او در سال ۱۹۳۹، در ترکیه درگذشت و آنجا خاکسپاری شد.